# Mike Zito

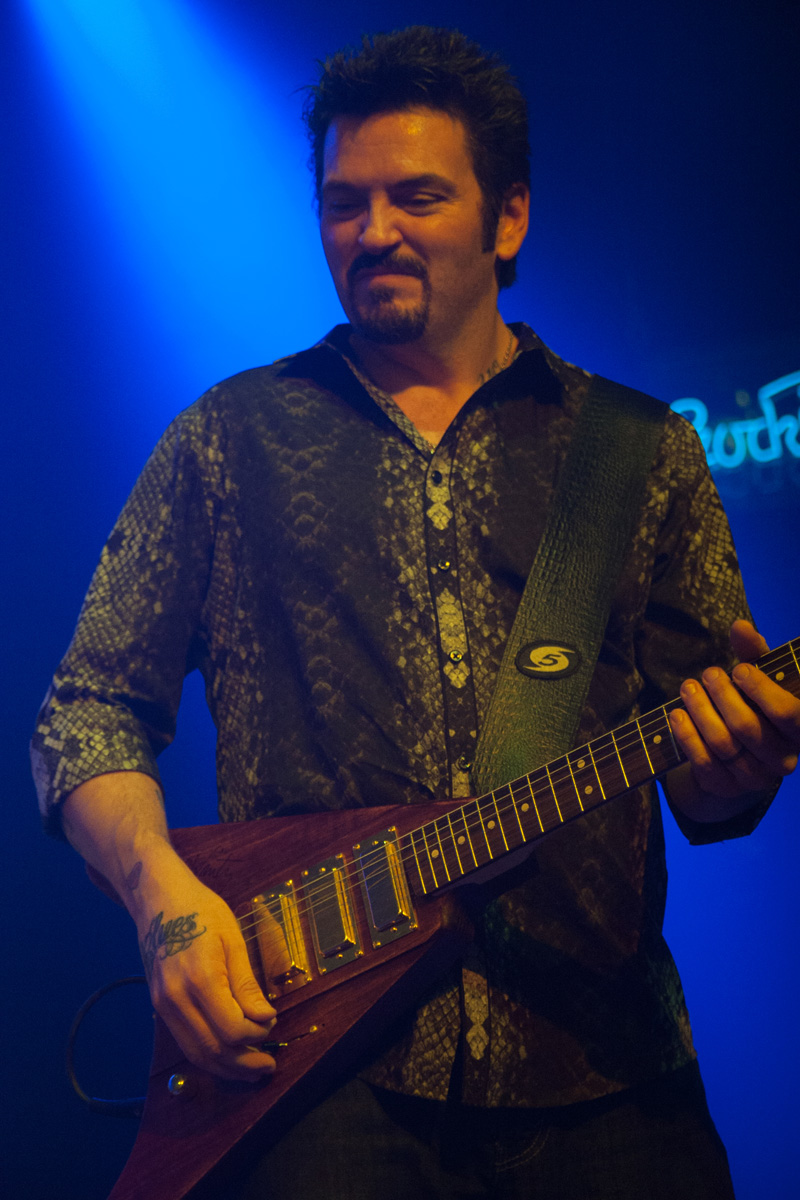
Mike Zito, 2012

Mike Zito (* 19. November 1970 in St. Louis, Missouri, USA) ist ein US-amerikanischer Bluesrock-Gitarrist, Sänger, Produzent, Songwriter und Labelbetreiber.

## Biografie
Geboren 1970 in St. Louis, Missouri, begann Zito bereits mit fünf Jahren Gitarre zu spielen. In seinen späten Teenagerjahren war er in St. Louis schon ein bekannter Musiker. Zito veröffentlichte Platten in Eigenregie, tourte regional und trat sogar auf einigen nationalen Konzerten auf, bis er 2008 bei Eclecto Groove Records unterschrieb. Im selben Jahr veröffentlichte Eclecto Groove das Album Today, gefolgt 2009 von Pearl River. Der Titelsong Pearl River, eine Zusammenarbeit mit Cyril Neville, gewann 2010 den Blues Music Award in der Kategorie „Song of the Year“. Das dritte Album bei Eclecto Groove, Greyhound, wurde 2011 bei den Blues Music Awards als „Best Blues Rock Album“ nominiert.
2011 gründete Zito zusammen mit Cyril Neville und Devon Allman die Band Royal Southern Brotherhood, deren gleichnamiges Debütalbum 2012 bei Ruf Records erschien. Bis zu seinem Weggang von der Band 2014 veröffentlichte die Gruppe zwei Studioalben und eine DVD, Songs from the Road – Live in Germany (2013), die 2014 den Blues Music Award als „Best DVD“ gewann. Neben seiner Arbeit als Musiker produzierte er Alben für Samantha Fish, Ally Venable und viele andere.
2013 brachte Zito mit seiner Band The Wheel das Album Gone to Texas heraus, das als „Blues Rock Album of the Year“ für einen Blues Music Award nominiert wurde. Seine Alben Make Blues Not War (2016) und Forst Class Life (2018) erreichten beide Platz 1 der Billboard Blues Album Charts, und Zito gewann 2018 einen Blues Music Award in der Kategorie „Blues Rock Artist“. Im gleichen Jahr erschien das Album Blues Caravan 2018 mit Vanja Sky und Bernard Allison.
Im November 2019 veröffentlichte Zito das Tributealbum Rock ’N’ Roll – A Tribute To Chuck Berry bei Ruf Records. Das Album enthält 20 Songs mit 21 Gastgitarristen, darunter Joe Bonamassa, Walter Trout, Robben Ford und Sonny Landreth. Das Album kam ebenfalls auf Platz 1 der Blues Album Charts und gewann bei den Blues Music Award in der Kategorie „Blues Rock Album“.
Mit Guy Hale gründete Zito das Label Gulf Coast Records. Während der COVID-19-Pandemie nahm Zito das Album Quarantine Blues auf, das kostenlos im Internet ladbar war und an dessen Entstehen Musiker an verschiedenen Orten beteiligt waren. 2021 erschien auf Gulf Coast das Album Resurrection, das 2022 einen Blues Music Award als „Blues Rock Album“ gewann. Das nächste Album war Blues for the Southside (2022). Danach ging Zito mit Albert Castiglia unter dem Namen „Blood Brothers“ auf Tour. Das Album Life Is Hard (2024) schaffte es wiederum auf Platz 1 der Charts.

## Auszeichnungen
Blues Music Awards ohne Royal Southern Brotherhood:
Insgesamt 11 Nominierungen, 5 Mal gewonnen:
- 2010: Song of the Year – Pearl River, Cyril Neville & Mike Zito
- 2018: Blues Rock Artist
- 2021: Blues Rock Artist
- 2021: Blues Rock Album – Rock ‘n‘ Roll Tribute, Mike Zito & Friends
- 2022: Blues Rock Album – Resurrection, Mike Zito

Blues Music Awards mit Royal Southern Brotherhood mit Mike Zito als Bandmitglied:
Insgesamt 3 Nominierungen, einmal gewonnen:
- 2014: DVD – Songs from the Road – Royal Southern Brotherhood